# Goodreads
Goodreads ist die größte englischsprachige Social-Reading-Plattform.
„Schau, was deine Freunde lesen“ ist das Motto der Website, auf der Benutzer nachverfolgen, was sie gelesen haben, Bücher in virtuellen Bücherregalen kategorisieren, Freunden Bücher mittels Rezensionen empfehlen oder sich ein Buch vom Algorithmus „empfehlen“ lassen.
Stand 2019 hat Goodreads 90 Millionen Nutzer.
Das Unternehmen ist im März 2013 in Eigentum von Amazon übergegangen und hat seinen Sitz in San Francisco.

## Geschichte

### Gründung
Otis Chandler (damals Programmierer) und Elizabeth Khuri Chandler (damals Journalistin bei der Los Angeles Times) gründeten im Dezember 2006 die Bücherplattform Goodreads, welche im Januar 2007 online ging.
Im Jahr 2011 kaufte Goodreads den Buchempfehlungsalgorithmus Discovereads und fütterte ihn mit 100 Millionen Buchrezensionen von 4,6 Millionen Benutzern zur Auswertung. Der Algorithmus wird taste-engine genannt, da auf Basis von Leseverhalten, Inhalten des Buches und abgegebenen Rezensionen zugeschnittene Empfehlungen für die Leser abgegeben werden. Das machte Goodreads zu einer konkurrenzfähigen Alternative zu Amazon, da dort zuvor die einzige Webseite mit einer algorithmusbasierten Bücherempfehlung war.

### Amazon kauft Goodreads 2013
2013 kaufte Amazon Goodreads, was zu gemischten Reaktionen innerhalb und außerhalb der Community führte. Einige sahen die Gefahr einer Monopolstellung Amazons auf Rezensionen im Online-Buchhandel, vor allem auch in Hinsicht auf das Thema Big Data, andere betonten wiederum Chancen durch Amazon mit verbesserten Algorithmen und einfacherer Vermarktung für Goodreads, was im Umkehrschluss wieder Goodreads zugute käme.
Der Aufkauf durch Amazon brachte ein oft von Nutzern gewünschtes Feature mit sich, die Implementierung von Goodreads als App auf dem Amazon Kindle.
Im Januar 2016 kündigte Amazon an, das thematisch ähnlich aufgestellte Shelfari mit Goodreads zu vereinigen.
Von 5 Millionen Benutzern im Mai 2011 stieg die Anzahl der Nutzer von Goodreads auf 90 Millionen im Jahr 2019 an.

## Kritik

### Amazon – Big Data
Kritiker betonen, dass durch den Kauf von Goodreads durch Amazon im März 2013 eine Monopolstellung Amazons auf Kundenrezensionen im Online-Buchhandel bestehe.
Durch die Goodreads-Rezensionen hat Amazon alle Präferenzen von 90 Millionen Lesern (Stand 2019) und über das Kindle, auf dem Goodreads vorinstalliert ist und es somit eine große Schnittmenge (Laut der Webseite Buchreport, vom 2. April 2013, liege diese Zahl bei 30 %) zwischen Kindle- und Goodreads-Nutzern gibt, könnten nicht nur die Bücher, sondern auch das Leseverhalten analysiert werden.
Scott Turow, ehemaliger Präsident der „Authors Guild“ bezeichnet diesen Schritt Amazons, in der von der Authors Guild deklarierten vertical integration („vertikale Integration“), „ein Lehrbuchbeispiel dafür, wie Internetmonopole aufgebaut werden können“.

### US-Fokus
Goodreads hat durch seinen Ursprung in den USA viele Mitglieder in den USA. Daher sind vor allem Bucheinbände, Reviews und andere Inhalte in Englisch verfügbar, auch wenn es sich um ein ins Deutsch übersetztes Buch handelt.
Die Verknüpfung mit Goodreads auf dem Kindle funktioniert ausschließlich über amazon.com, E-Books können also nur über Kreditkarte in der German-Edition gekauft werden. Eine Optimierung für andere Länder außerhalb  der USA gibt es bis dato nicht.
Die Goodreads-Webseite ist ausschließlich auf Englisch verfügbar, beim Ändern der Spracheinstellungen in eine andere  Sprache (limitierte Auswahl), bleibt die Webseite auf Englisch.
Giveaways sind Nutzern mit Wohnsitz in den USA und Kanada vorbehalten.

### Design
„Goodreads ist, auch mit den Ressourcen von Amazon, ziemlich langsam und unhandlich“ sagt der Goodreads-Benutzer und Softwareentwickler Dustin Martin. Weiterhin meint er, dass er seit 2014 „keine großen Updates oder neue Funktionen“ erlebt habe und dass Goodreads „wie ein Relikt aus den frühen Jahren des Internets“ aussehe.
Sehen ließe sich dies vor allem an den Algorithmen, die Leseeinsteigerbücher vorschlagen.
Autoren erhalten aufgrund ihrer Persönlichkeit oder Handlungen, die nicht für ihr Werk relevant sind, schlechte Ratings. Das Werk wird nicht von den Künstlern getrennt, trotz gegebenen Richtlinien oder es werden Rezensionen und Bücherregale  ohne jegliche Warnung oder Begründung gelöscht.